# Cape Gray
Cape Gray är en udde i Antarktis. Den ligger i Östantarktis. Australien gör anspråk på området.
Terrängen inåt land är platt söderut, men söderut är den kuperad. Havet är nära Cape Gray norrut. Trakten är obefolkad. Det finns inga samhällen i närheten.